# Coupe du Luxembourg de basket-ball
La Coupe du Luxembourg de basket-ball est une compétition de basket-ball organisée annuellement par la Fédération luxembourgeoise de basket-ball.

## Palmarès
- 1935 Red Boys Differdange
- 1936 à 1953 Non disputée
- 1954 Bettembourg Basket Club Nitia
- 1955 BBC Etzella Ettelbruck
- 1956 BBC Etzella Ettelbruck
- 1957 BBC Etzella Ettelbruck
- 1958 Bettembourg Basket Club Nitia
- 1959 Rou'de Le'w Kayl
- 1960 BBC Sparta Bertrange
- 1961 BBC Etzella Ettelbruck
- 1962 BBC Etzella Ettelbruck
- 1963 BBC Etzella Ettelbruck
- 1964 BBC Etzella Ettelbruck
- 1965 BBC Etzella Ettelbruck
- 1966 BBC Etzella Ettelbruck
- 1967 Non disputée
- 1968 Bettembourg Basket Club Nitia
- 1969 BBC Etzella Ettelbruck
- 1970 Arantia Larochette
- 1971 Amicale Steesel
- 1972 BBC Etzella Ettelbruck
- 1973 BBC Sparta Bertrange
- 1974 Basket T71 Dudelange
- 1975 Basket T71 Dudelange
- 1976 BBC Etzella Ettelbruck
- 1977 Basket T71 Dudelange
- 1978 Amicale Steesel
- 1979 Amicale Steesel
- 1980 Amicale Steesel
- 1981 AS Soleuvre
- 1982 BBC Etzella Ettelbruck
- 1983 Basket T71 Dudelange
- 1984 Basket T71 Dudelange
- 1985 BBC Sparta Bertrange
- 1986 AS Soleuvre
- 1987 Amis du Basketball Contern
- 1988 Basket T71 Dudelange
- 1989 Basket T71 Dudelange
- 1990 Amis du Basketball Contern
- 1991 BBC Etzella Ettelbruck
- 1992 BBC Etzella Ettelbruck
- 1993 Walferdange
- 1994 Hiefenech
- 1995 Hiefenech
- 1996 Amis du Basketball Contern
- 1997 BBC Sparta Bertrange
- 1998 Hiefenech
- 1999 BBC Etzella Ettelbruck
- 2000 Hiefenech
- 2001 Basket Racing Luxembourg
- 2002 BBC Etzella Ettelbruck
- 2003 BBC Etzella Ettelbruck
- 2004 Musel Pikes
- 2005 BBC Etzella Ettelbruck
- 2006 BBC North Fox
- 2007 BBC Etzella Ettelbruck
- 2008 BBC Etzella Ettelbruck
- 2009 Basket T71 Dudelange
- 2010 BBC Sparta Bertrange
- 2011 BBC Etzella Ettelbruck
- 2012 Basket T71 Dudelange
- 2013 Basket T71 Dudelange
- 2014 Basket T71 Dudelange
- 2015 Amicale Steesel
- 2016 Basket T71 Dudelange
- 2017 Amicale Steesel
- 2018 Amicale Steesel
- 2019 BBC Etzella Ettelbruck
- 2020 Non disputée
- 2021 Non disputée
- 2022 Esch
- 2023 BBC Etzella Ettelbruck
- 2024 Walferdange

## Bilan par club
| Club                                      | Nombre de victoires | Année |
| ----------------------------------------- | ------------------- | --- |
| BBC Etzella Ettelbruck                    | 24                  | 1955, 1956, 1957, 1961, 1962, 1963, 1964, 1965, 1966, 1969, 1972, 1976, 1982, 1991, 1992, 1999, 2002, 2003, 2005, 2007, 2008, 2011, 2019, 2023 |
| Basket T71 Dudelange                      | 12                  | 1974, 1975, 1977, 1983, 1984, 1988, 1989, 2009, 2012, 2013, 2014, 2016                                                                         |
| Amicale Steesel                           | 7                   | 1971, 1978; 1979, 1980, 2015, 2017, 2018 |
| BBC Sparta Bertrange                      | 5                   | 1960, 1973, 1985, 1997, 2010 |
| Basket-Ball Club Union Sportive Hiefenech | 4                   | 1994, 1995, 1998, 2000 |
| Basket-Ball Club Amicale                  | 4                   | 1971, 1978, 1979, 1980 |
| Amis du Basketball Contern                | 3                   | 1987, 1990, 1996 |
| Bettembourg Basket Club Nitia             | 3                   | 1954, 1958, 1968 |
| AS Soleuvre                               | 2                   | 1981, 1986 |
| Basket-Ball Club Résidence Walferdange    | 2                   | 1993, 2024 |
| Musel Pikes                               | 1                   | 2004 |
| Basket Racing Luxembourg                  | 1                   | 2001 |
| Arantia Larochette                        | 1                   | 1970 |
| Rou'de Le'w Kayl                          | 1                   | 1959 |
| Red Boys Differdange                      | 1                   | 1935 |
| BBC North Fox                             | 1                   | 2006 |
| Esch                                      | 1                   | 2022 |